# District de Rambervillers
Le district de Rambervillers est une ancienne division territoriale française du département des Vosges de 1790 à 1795.
Il était composé des cantons de Rambervillers, Chatel sur Moselle, Domevre sur Durbion, Fauconcourt et Nossoncourt.